# Derwisj
Een derwisj (van het Perzisch naar het Turks: درویش, Darvīsh, Somalisch: darwiish, Arabisch: درويش, Darwīš) is een islamitische soefigeestelijke die de gelofte van armoede heeft afgelegd. Het woord is afgeleid van dar, Perzisch voor deur, en wisj, een bepaalde vorm van het Perzische werkwoord voor zitten. Een derwisj is dus iemand die maar aan één deur wil zitten, de deur van de goddelijke Geliefde. Volgens anderen is de naam afkomstig uit het Perzisch: darwich = arm, darvesh = bedelaar.
De derwisjen nemen een aparte plaats in binnen de soefi's, dit zijn mystieke broederschappen in de Islam. Iemand wordt pas 'derwisj' genoemd als die persoon een 'al-insan al-kamil' is, een perfecte moslim die aan alle 4 deuren en 40 treden voldoet: de Sharia, Tariqa, Marifa en Haqiqa. 
Zowel in het Soefisme als in het Alevitisme kan men een derwisj worden.
Sommige derwisjen wonen of komen samen in soefi-centra (Zaouïa (Arabisch), Khanqah (Perzisch) of Tekké (Turks), anderen trekken vrij door de wereld. Ook zijn er derwisjen actief in de handel of in een productieproces.
De voornaamste religieuze orden (tariqas) zijn:
- de tjestijja (Chishtiyya), gesticht door Aboe Ishaaq Sjami,
- de bektashi (Bektashisme), volgers van de Alevi heilige en soefi-meester Haci Bektas Veli[3]
- de mawlawijja (Mevlevi), de draaiende derwisjen, die haar oorsprong vindt bij de volgelingen van Roemi, een tijdgenoot van Haci Bektas Veli.
- de qadirijja (Qadiriyya) of leerlingen van 'Abd al-Qadir al-Djilani,
- de sohrawardijja (Suhrawardiyya), gesticht door Aboe Nadjieb as-Sohrawardi, en
- de naqsjbandiyya (Naqshbandiyya), opgericht door Aboe Ya'qoeb al-Hamadani.
- de rifa’i’s , derwisjen van de Rifai soefi-orde.[4]

De mystieke leer wordt voorafgegaan door een inwijding door een geautoriseerde leraar op het soefi-pad.

## Indiase derwisjen in het Ottomaanse rijk
Van de 13e tot de 18e eeuw kwamen Indiase derwisjen vanuit Hindustan naar het Ottomaanse rijk en richtten Sufi Tekken op. De oudste was de Horhor Tekke die na 1455 in Istanbul werd gesticht. Rond 1476 vestigden Bahmanid-moslimhandelaren zich in Bursa. Ze stichtten ook Tekken op de Balkan, zoals rond 1581 in Sofia Bulgarije en Prizren Kosovo (toen nog onderdeel van het Ottomaanse Rijk). Rond 1925, na de sluiting van alle Tekken in Turkije, was er geen spoor van verloren. Sinds de jaren 2010 beweren steeds meer mensen afstammelingen te zijn van de Indiase derwisjen, maar men gelooft dat het Turkse soefi's zigeuners zijn. Het aantal van deze eisers in Turkije is ongeveer 3.000, waarvan er ongeveer 1.800 in en rond Istanbul wonen, terwijl 250 in Ankara zijn en de rest verspreid over het land, aldus de functionaris.
- [5]
- [6]
- [7]
- [8]
- [9]
- [10]
- [11]

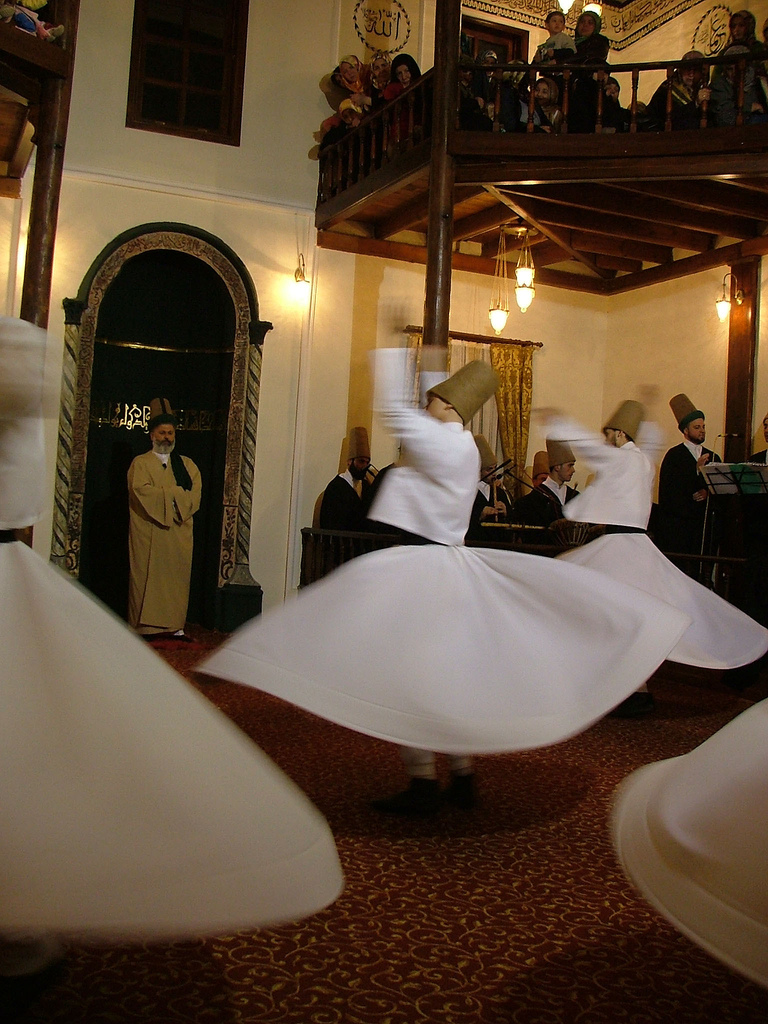
Dansende derwisjen (1)
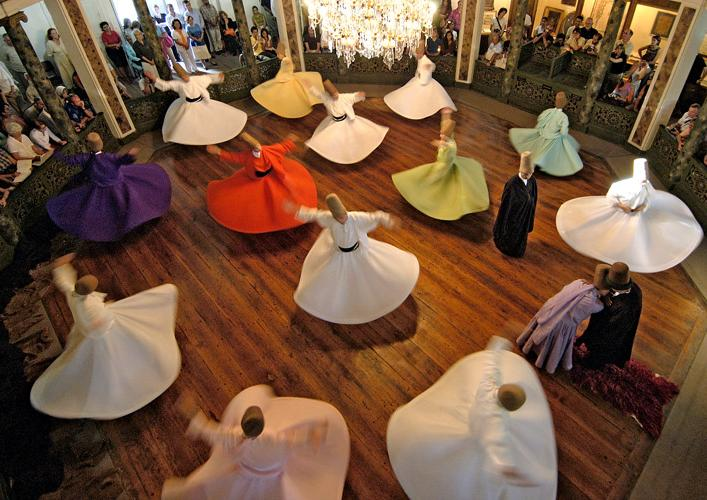
Dansende derwisjen (2)
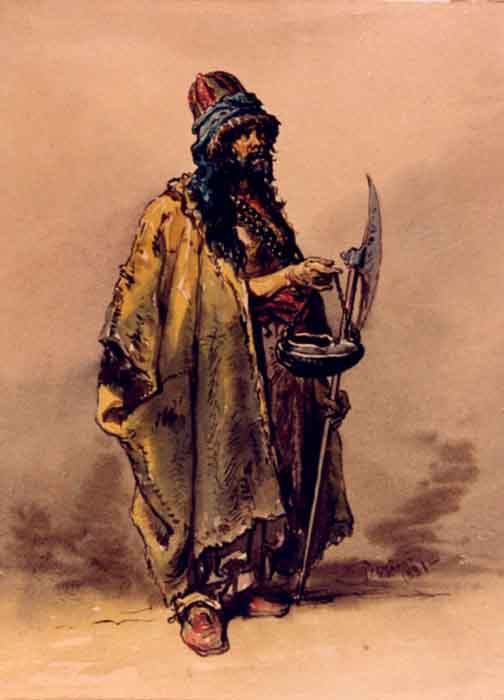
Aquarel van derwisj door Preziosi, 1860

## In volksverhalen
Een derwisj heeft in volksverhalen vaak een magisch karakter. Hij straalt Gods liefde uit en is wijs, hij geeft goede raad. Hij verschijnt uit en verdwijnt in het niets (meestal in de gedaante van een oude man). Hij bezit toverkracht, kan door muren gaan, kan verschillende gedaanten aannemen, eet levers van doden, rijdt op een paard door de lucht en geeft appels voor vruchtbaarheid. Zie bijvoorbeeld De geduldsteen.